# Les Meravelles
Les Meravelles o Son Sunyer és un barri del municipi de Palma, Mallorca, situat al districte de la Platja de Palma, entre el barris de S'Arenal a l'est, es Pil·larí al nord, Can Pastilla a l'oest i la Platja de Palma al sud. El seu origen és la urbanització de la zona costanera, que inicialment s'anomenà Las Maravillas (en castellà), i que ocupa pràcticament tot el barri. L'extensió total del barri és de 186 ha, amb una població a inici del 2018 de 4463 habitants, dels quals 2134, el 41,5% són estrangers, amb majoria de la Unió Europea.
Aquesta urbanització fou creada el decenni de 1930 pel promotor Miquel Pellisa en una zona de dunes de la Platja de Palma, en terrenys de la possessió de Son Sunyer, concretament al Pinar de Son Sunyer. El 1951 tenia 51 edificacions amb 39 habitatges i dos locals; i el 1970 ja hi havia 210 edificacions amb 555 habitatges i 114 locals. Des del decenni de 1960 disposà d'aigua corrent i clavegueram. La zona fou inicialment creada amb l'objectiu residencial però ha evolucionat i actualment hi predominen els locals turístics (hotels, restaurants, sales d'espectacles…).
El centre és l'església de Sant Ferran, bastida devers 1940 segons un projecte del 1935 de l'arquitecte i urbanista Francesc Casas. El 1971 fou erigida en parròquia.